# Damián de Castro
Damián de Castro (Córdoba, 27 de septiembre de 1716-Sevilla, 7 de junio de 1793), fue un destacado platero y orfebre español.

## Biografía

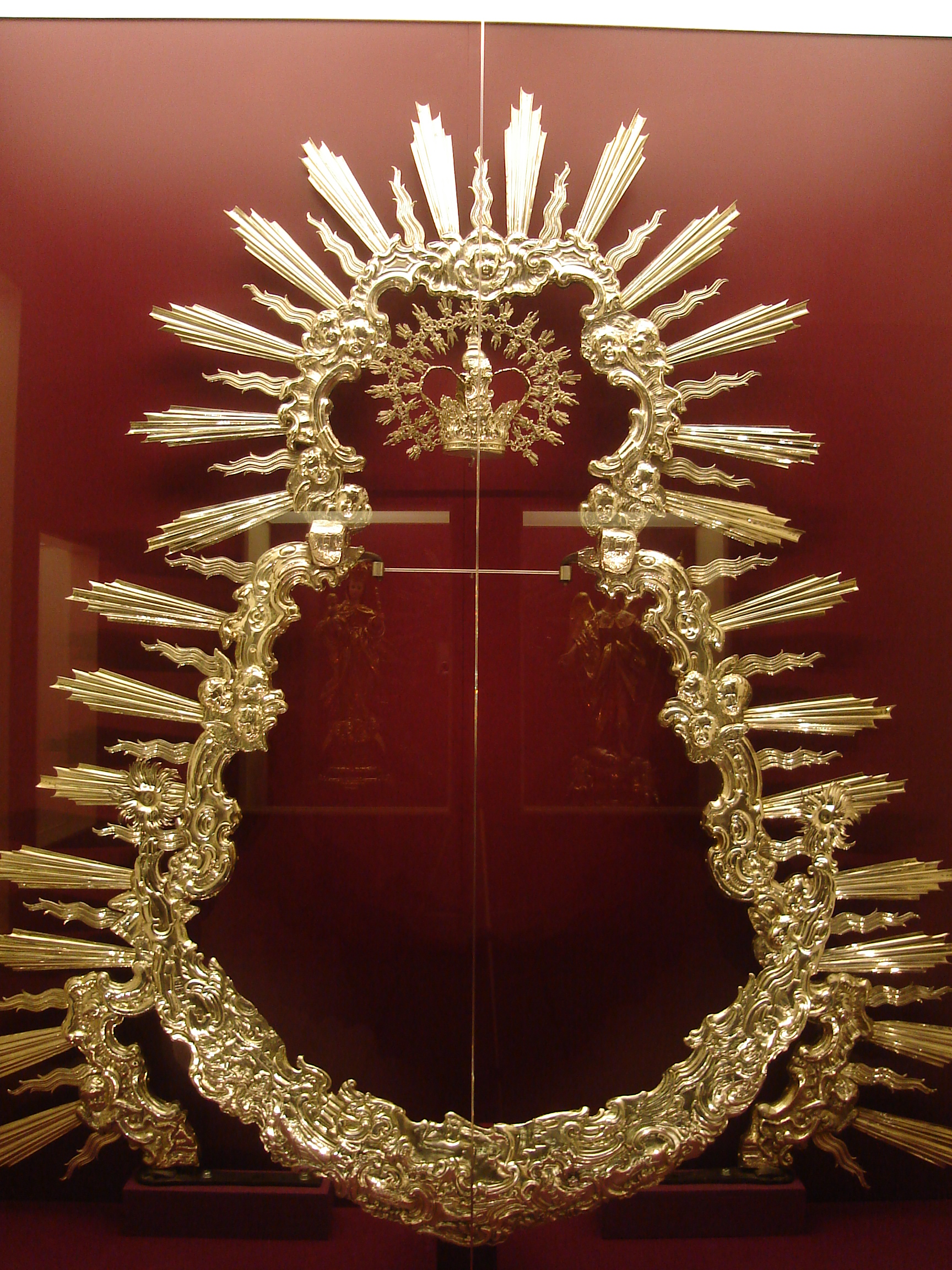
Ráfaga, corona y media luna de la Virgen de la Soledad (Écija), obras de Damián de Castro, 1770.

Nacido en el seno de una familia de plateros, en la calle Azonaicas, 30, su padre fue Juan de Castro y su madre María Rafaela de Osorio. A pesar de su nacimiento en 1716, se desconoce qué ocurrió con él hasta 1729, cuando obtuvo un premio de cuatro reales en el certamen del gremio de plateros con tan solo dieciséis años. En 1736 falleció su padre, y ese mismo año se presentó al examen gremial con una sortija con diamantes; desde entonces, comenzaron a llegar los primeros encargos, como un cáliz de la parroquia de Santa Marina de Fernán Núñez y el ostensorio de la parroquial de El Guijo.
En 1746 contrajo matrimonio en la parroquia del Sagrario con María Rafaela García Aguilar, hija de Bernabé García de los Reyes, quien contribuyó con una gran suma de dinero a la dote y de cuya unión nacieron nueve hijos. En 1752 fue nombrado maestro mayor catedralicio, participando desde entonces tanto en pequeñas obras como en otras mayores de la Mezquita-catedral de Córdoba. El 15 de enero de 1758 fue nombrado contraste y marcador de la Real Junta de Comercio y Moneda. En la década de 1760 obtuvo carta de hidalguía, impulsado gracias a la designación de su amigo Antonio de Santacruz como alcalde. Entre 1779-80 fue nombrado hermano mayor del Colegio Congregación de San Eloy.
Damián de Castro se embarcó en diferentes actividades empresariales que acabaron por arruinarle con grandes problemas económicos a finales de la década de 1780, por lo que tuvo que mudarse hasta Sevilla donde residía su hermano Pedro, canónigo de la catedral sevillana. En Sevilla falleció el 7 de junio de 1793 a los 77 años. Fue enterrado en la iglesia de Santa Cruz, aunque posteriormente fue trasladado a la capilla de los Cálices de la Catedral de Sevilla.
En su memoria tiene dedicada una calle en la capital cordobesa.

## Obras
Entre las mismas cabe destacar:
- Arcas eucarísticas, de San Nicolás y del Císter, Virgen de la Candelaria y San Rafael del tesoro y basamento de la custodia procesional de la Mezquita-catedral de Córdoba.
- Custodia rococó de la Catedral de la Campiña (en Bujalance).
- Custodia de la Parroquia de la Inmaculada de Villa del Río (Córdoba).

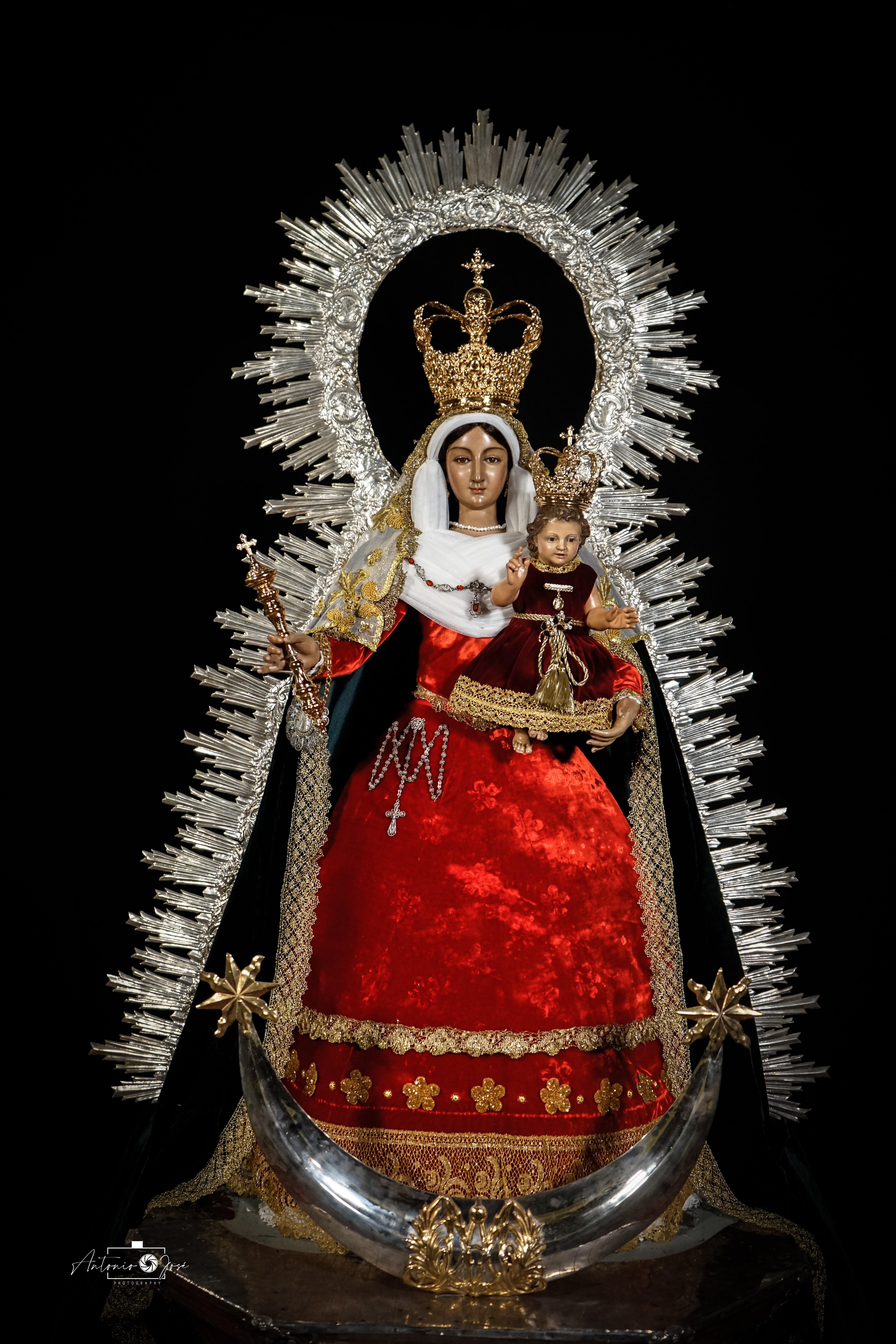
Resplandor y Media Luna en plata de Ley de Nuestra Señora de Belén Coronada, Patrona y Alcaldesa Perpetua de Palma del Río, foto AJSM

- Resplandor y Media Luna en plata de Ley de Nuestra Señora de Belén Coronada, Patrona y Alcaldesa Perpetua de Palma del Río, foto AJSMAjuar de la Virgen de la Soledad de Écija, formado por ráfaga, media luna y corona de estilo imperial todas estas piezas realizadas en plata, realizados en 1770. Juego de ocho faroles hexagonales, también realizados en plata de ley y juego de lámparas aceiteras.
- Cetros del Cabildo de la Catedral de Coria.
- Peana y media luna para Nuestra Señora de Belén, patrona de Palma del Río (Córdoba).
- Sacras, arca eucarística y ornamentos litúrgicos en plata de ley de la Parroquia de nuestra Señora de la Asunción de Palma del Río (Córdoba)
- Ajuar (coronas, cetros y media luna) de la antigua imagen de la Virgen de la Fuensanta de Espejo (Córdoba) y otras piezas litúrgicas del Museo de Orfebrería-Tesoro Parroquial de San Bartolomé.